# Mats Nilsson (motocross- och enduroförare)
Mats Nilsson, född 17 mars 1969, är en svensk enduro- och motocrossförare bosatt i Dala-Järna och tävlande för Falunklubben SMK Dala Falun, kallas ofta för "Lappen" och numera ofta "Super Mats". Nilsson har företag i entreprenadmaskinbranschen tillsammans med sin bror Leif. Mats Nilsson har två döttrar, Wilma och Ellen.
År 2001 fick Mats Nillson en svår knäskada under ett lopp i SM.
År 2004 gjorde Mats Nilsson det som bara en förare tidigare gjort, tog hem segern i Gotland Grand National, Ränneslättsloppet och Novemberkåsan på en och samma säsong.
År 2006 kom att bli Mats Nilssons hittills största som motorcykelförare, han vann dubbelt SM-guld i motocross och dessutom Ränneslättsloppet, Gotland Grand National och Novemberkåsan detta för andra gången. Denna merit är han helt ensam om.
År 2007 kom han att återigen vinna dubbla SM-guld i Motocross. Denna gång i den forna 125cc-klassen MX2 och i klassen för de största motorcyklarna MX3 och efter succén i motocross-SM ytterligare två segrar i de två stora varvloppen Gotland Grand National och Ränneslättsloppet.
Nilsson har  både vandringspriset för Kåsan och den stora vandringshylsan från Gotland Grand National.
2019 vinner han som 50 åring Lag SM guld tillsammans med Stefan Olsson och Isak Gifting, SMK Dala.

## Meriter
- Lag SM guld 2019
- 11:a Gotland Grand National 2019
- 3:a Gotland Grand National 2017[6]
- 3:a Vesivehmaa Grand National 2017[7]
- 3:a Gotland Grand National 2016
- 8:a Gotland Grand National 2015
- 2:a Gotland Grand National 2014[8]
- 5:a Gotland Grand National 2013[9]
- 2:a Gotland Grand National 2012
- 2:a Gotland Grand National 2011
- 3:a Novemberkåsan 2010
- 1:a Gotland Grand National 2010
- 1:a Veterans Motocross World Cup 2010
- 1:a Gotland Grand National 2009
- 1:a Veterans Motocross World Cup 2009
- 1:a Gotland Grand National 2008
- 1:a Gotland Grand National 2007
- 1:a Gotland Grand National 2006
- 2:a Gotland Grand National 2005
- 1:a Gotland Grand National 2004
- 1:a Gotland Grand National 2002
- 1:a Gotland Grand National 1997
- 1:a Ränneslättsloppet 2007
- 1:a Ränneslättsloppet 2006
- 1:a Ränneslättsloppet 2005
- 1:a Ränneslättsloppet 2004
- 2:a Ränneslättsloppet 2003
- 1:a Ränneslättsloppet 2002
- 1:a SM motocross MX2 2007
- 1:a SM motocross MX3 2007
- 1:a SM motocross MX1 2006
- 1:a SM motocross MX3 2006
- 3:a SM motocross 2005
- 3:a SM motocross 2003
- 1:a SM motocross 1998
- 2:a SM motocross 1997
- 1:a SM motocross 12Scc 1996
- 1:a SM (JSM) Motocross 1988
- 1:a Novemberkåsan 2006
- 1:a Novemberkåsan 2005
- 1:a Novemberkåsan 2004
- 2:a Novemberkåsan 2000
- 1:a Enduro-SM 2005
- 2:a Enduro-SM 2004
- 1:a Enduro-SM 2003
- 2:a Six Days 2000